# Koikili
Koikili (bürgerlich Koikili Lertxundi del Campo; * 23. Dezember 1980 in Ochandiano, Baskenland) ist ein ehemaliger spanischer Fußballspieler, der u. a. von 2007 bis 2012 bei Athletic Bilbao in der spanischen Primera División spielte.

## Spielerkarriere
Koikili ist wohl das beste Beispiel für einen Spätstarter. Bis 2003 spielte er beim CD Aurrerá de Vitoria, CA Osasuna B und dem Gernika FC jeweils in der Segunda División B, der dritthöchsten Spielklasse in Spanien. Nach dem Abstieg Gernikas in die viertklassige Tercera División wechselte er zum Ligakonkurrenten SD Beasain, kehrte jedoch nach nur einem Jahr wieder zum Gernika FC zurück, wo er allerdings ebenfalls nur ein Jahr blieb. 2005 wechselte er dann wieder in die Segunda División B zu Sestao River.
Es folgte im Alter von 26 Jahren der Wechsel zu Athletic Bilbao in die Primera División, wo er sich trotz des großen Klassenunterschieds gleich zum Stammspieler entwickelte. Sein erstes Erstligator erzielte er bei einem 1:1-Unentschieden gegen Real Murcia.